# کریس کیلن
کریس کیلن (انگلیسی: Chris Killen؛ زادهٔ ۸ اکتبر ۱۹۸۱) یک بازیکن فوتبال اهل نیوزیلند است.
وی همچنین در تیم ملی فوتبال نیوزیلند بازی کرده‌است.